# Festival české filmové a televizní komedie
Festival české filmové a televizní komedie, do roku 2016 nazývaný Novoměstský hrnec smíchu, je soutěžní festival pořádaný v Novém Městě nad Metují (okres Náchod, v Královéhradeckém kraji), na němž se prezentuje filmová a televizní tvorba vytvořená od předchozího ročníku. Začal tzv. nultým ročníkem roku 1978. Vedle filmové přehlídky je součástí festivalu též prezentace výtvarných děl, koncerty či programy pro děti a rodiče, případně tenisové utkání veřejně známých osobností. Prezidentem festivalu byli Pavel Zedníček, kterého na krátké období vystřídala Jiřina Bohdalová a následně Jan Hrušínský. Vedle ocenění pro nejlepšího herce či herečku se na festivalu uděluje také Cena diváků, kterou získá ten film, v jehož průběhu se diváci na nejvíce místech smějí.
Od roku 2017 vypadl z názvu výraz „Novoměstský hrnec smíchu“ a přehlídka se tak nadále jmenuje „Festival české filmové a televizní komedie“. Od téhož roku se místo v červnovém termínu koná během měsíce září.